# Popelín
Popelín (en allemand : Popelin) est une commune du district de Jindřichův Hradec, dans la région de Bohême-du-Sud, en République tchèque. Sa population s'élevait à 491 habitants en 2020.

## Géographie
Popelín se trouve à 16 km au nord-est de Jindřichův Hradec, à 58 km au nord-est de České Budějovice et à 110 km au sud-sud-est de Prague.
La commune est limitée par Žirovnice, Stojčín et Počátky au nord, par Panské Dubenky à l'est, par Zahrádky, Bořetín et Strmilov au sud, et par Bednáreček à l'ouest.

## Histoire
La première mention écrite du village date de 1349.